# Michał Rożek

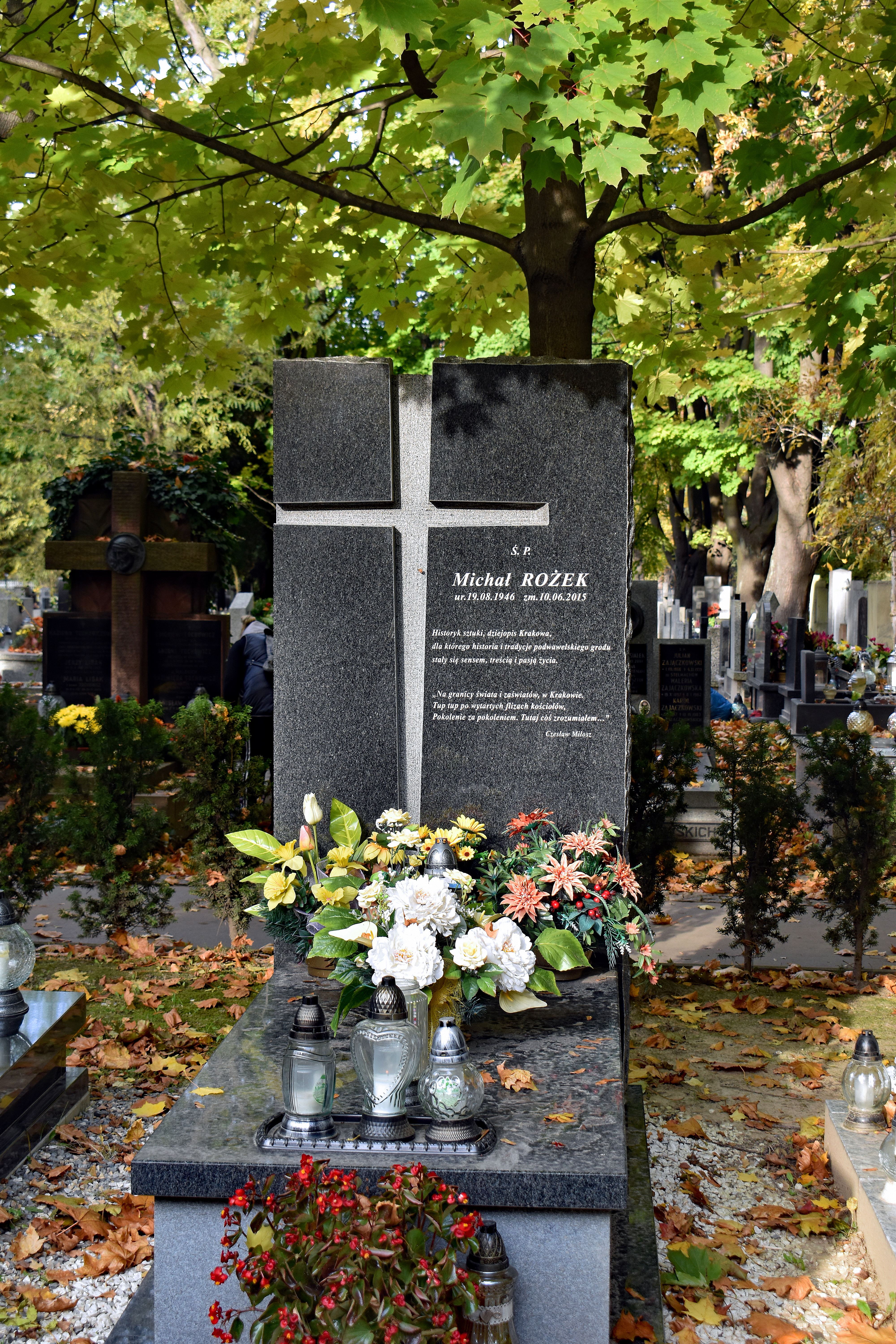
Grób Michała Rożka na cmentarzu Rakowickim

Michał Rożek (ur. 19 sierpnia 1946 w Krakowie, zm. 10 czerwca 2015 tamże) – polski historyk sztuki, autor licznych publikacji poświęconych głównie sztuce i historii Krakowa.

## Życiorys
Był synem Józefa Rożka, lekarza farmaceuty. Ukończył szkołę powszechną nr 21 im. Władysława Jagiełły. W 1964 roku zdał maturę w II Liceum im. Sobieskiego w Krakowie. W latach licealnych zapisał się do Towarzystwa Miłośników Historii i Zabytków Krakowa i do Towarzystwa Przyjaciół Sztuk Pięknych. W 1969 ukończył studia z historii sztuki na Uniwersytecie Jagiellońskim. Uczestniczył też w wykładach z historii. Pod kierunkiem Adama Bochnaka obronił pracę pt. Architektura i urządzenie wnętrz pałacu biskupiego w Krakowie.
W 1972 r. obronił pracę doktorską pt. Mecenat kulturalny i artystyczny mieszczaństwa krakowskiego w XVII w. pod kierunkiem Janiny Bieniarzówny. Tytuł doktora nadano mu w styczniu następnego roku. W 1974 został zatrudniony jako starszy asystent w krakowskiej Wyższej Szkole Pedagogicznej. Od 1977 był na tej uczelni adiunktem. Prowadził zajęcia z historii Polski na tle kulturowym, seminarium magisterskie z dziejów sztuki i kultury, wykłady na studiach podyplomowych.
W 1980 r. uzyskał stopień doktora habilitowanego na WSP na podstawie rozprawy Katedra Wawelska w XVII w. W tym samym roku został mianowany docentem. W 1991 zakończył pracę na WSP. Równolegle z pracą na uczelni pedagogicznej prowadził też zajęcia na Papieskiej Akademii Teologicznej.
Przez wiele lat współpracował z Instytutem Historii  oraz Instytutem Sztuki PAN. W latach 1976–1988 współpracował z redakcją Polskiego Słownika Biograficznego, publikując głównie biogramy artystów. W 2009 został powołany do Społecznego Komitetu Odnowy Zabytków Krakowa. Od 1974 przez ponad 40 lat zajmował się szkoleniem przewodników po Krakowie. Był ekspertem w programach popularnonaukowych Telewizji Polskiej (Kraków mało znany) i TV Kraków (Sensacje z przeszłości; Tajemnice starego Krakowa).
Mieszkał w Krakowie przy ul. Łobzowskiej. 16 czerwca 2015 został pochowany w alei zasłużonych na cmentarzu Rakowickim

## Twórczość
Był autorem łącznie ponad 1300 publikacji naukowych, popularnonaukowych i prasowych. W 1976 wydał Krakowską katedrę na Wawelu, poprzedzoną wstępem Karola Wojtyły. W 1977 ukazało się pierwsze wydanie wielokrotnie wznawianych Grobów królewskich w Krakowie. W latach 80. do najgłośniejszych jego publikacji książkowych należały te poświęcone Kopcowi Kościuszki, regaliom królewskim i Skałce. Opracowywał teksty do krakowskich albumów Adama Bujaka. W 1986 wspólnie z Janem Kracikiem wydali popularną książkę pt. Hultaje, złoczyńcy i wszetecznice w dawnym Krakowie. Był autorem kilku tomów z serii Dzieje Narodu i Państwa Polskiego. W 1993 ukazał się klasyczny Przewodnik po zabytkach i kulturze Krakowa. W następnych latach wydał m.in. prace o Wicie Stwoszu, Kościele Mariackim czy kościele św. Floriana, wielokrotnie też modyfikował, rozszerzał i poprawiał swoje starsze publikacje przy okazji kolejnych edycji. Swoje artykuły publikował m.in. w „Roczniku Krakowskim”, „Studiach Historycznych” i „Biuletynie Historii Sztuki”. Od 1998 do 2013 współpracował z „Dziennikiem Polskim”, pisząc głównie do sobotnich wydań gazety. Od 1975 do 1982 i następnie od 1992 do 1997 pisał do „Echa Krakowa”.

## Nagrody
Laureat nagród, m.in. w 1990 otrzymał Nagrodę Miasta Krakowa, we wrześniu 1995 Nagrodę „Krakowska Książka Miesiąca” (za książkę Wawel i Skałka. Panteony polskie).

## Publikacje
- Krakowska Katedra na Wawelu (1976)
- Mecenat artystyczny mieszczaństwa krakowskiego w XVII w. (1977)
- Katedra Wawelska w XVII w. (1980)
- Kopiec Kościuszki w Krakowie (1981)
- Hultaje, złoczyńcy, wszetecznice w dawnym Krakowie [współautorstwo z Janem Kracikiem] (1986)
- Panteon narodowy na Skałce (1987)
- Polskie koronacje i korony (1987)
- Nekropolie królów i książąt polskich (1988)
- Mistyczny Kraków (1991)
- Polonica w kościołach Rzymu (1991)
- Przewodnik po zabytkach i kulturze Krakowa (1993)
- Diabeł w kulturze polskiej (1993)
- Gorące serca (2001)
- Niesamowite opowieści (2001)
- Podwawelski pasjans. Opowieść o ludziach, których gościł Kraków (2001)
- Swojski Kraków (2001)
- Wawel, zawsze Wawel (2001)
- Kraków (2002)
- Sekrety Krakowa (2003)
- Kraków. Historie nieopowiedziane (2004)
- Silva Rerum. Nietypowy przewodnik po Krakowie (2005)
- Święty Brat Albert (2005)
- Urbs celeberrima. Przewodnik po zabytkach Krakowa (2006)
- Alter Roma. Święte miejsca Krakowa (2007)
- Bazylika Najświętszego Serca Pana Jezusa w Krakowie. [współautorstwo z Edwardem Stochem SJ] (2007)
- Zwycięstwo Jana III Sobieskiego pod Wiedniem. Echa Wiktorii, Wyd. Petrus  (2008)
- Groby królewskie na Wawelu, Wyd. Petrus (2008; wyd. II 2010, wyd. III 2013, wyd. IV 2015, tamże)
- Mitologia Krakowa (2008)
- Zwiedzamy Kraków w trzy dni (2008)[9]
- Smakowitości obyczajowe, Wyd. Petrus (2009)
- Krakowska katedra na Wawelu. Dzieje - Ludzie - Sztuka - Zwyczaje, Wyd. Petrus (2010; wyd. II 2012, wyd. III 2015, tamże)
- Hultaje, złoczyńcy, wszetecznice w dawnym Krakowie [współautorstwo z Janem Kracikiem], Wyd. Petrus (2010)
- 600 lat Bitwy pod Grunwaldem (2010)
- Krakowski raptularz. Szkice z dziejów (2011)
- Polskie insygnia koronacyjne, Wyd. Petrus (2011)
- Skałka, Wyd. Petrus (2011)
- Magia Kultury, Wyd. Petrus (2012)
- Bazylika św. Floriana, Wyd. Petrus (2013)
- Etos dworu szlacheckiego, Wyd. Petrus (2013)
- Wielcy pod Wawelem, Wyd. Petrus (2013)
- Wit Stwosz Wyd. Petrus (2014)
- Przewodnik Pielgrzyma po kościołach i sanktuariach Krakowa, Wieliczki i okolic, Wyd. Petrus (2016)
- Ten cholerny sarmatyzm, Wyd. Petrus (2016)
- A Pilgrim's Guidebook to the Sanctuaries and Churches of Krakow, Wieliczka and the Surrounding Areas, Wyd. Petrus (2016)
- Magia, alchemia i… królewskie horoskopy, Wyd. Petrus (2016)